# Luiz Felipe Pondé
Luiz Felipe de Cerqueira e Silva Pondé (Recife, 29 de abril de 1959) es un escritor y profesor de filosofía brasileño. 
Es licenciado en Filosofía y Doctor por la Universidad de São Paulo, junto con un programa de intercambio con la Universidad de París. Terminó su posdoctorado en la Universidad de Tel Aviv. Actualmente, se desempeña como profesor en la institución educativa brasileña Fundación Armando Alvares Penteado y la Pontificia Universidad Católica de São Paulo.
Escribe semanalmente para el periódico brasileño Folha de S.Paulo y es autor de muchas obras, siendo el más famoso por su libro, "La guía políticamente incorrecta de la filosofía". Aparece a menudo en Jornal da Cultura, en TV Cultura.
Siendo de ascendencia judía sefardí, en el video de YouTube de 2013, Pondé se declaró ateo, pero luego abandonaría sus puntos de vista y se convertiría en un crítico del ateísmo y el materialismo.